# Communauté rurale de Niomré
La Commune de Niomré est située au nord-ouest du Sénégal, dans la région de Louga. Elle regroupe 47 villages pour une superficie de 230 km2. Sa population s´élève à 35.000 habitants environ. Elle est limitée au nord par l'arrondissement de Sakal, au sud par la Commune de Mbediene, à l'est par l´arrondissement de Koki et à l´ouest par la Commune Nguidilé. 
Elle fait partie de l'arrondissement de Mbédiène, du département de Louga et de la région de Louga.
Le maire est Moubarack LÔ, élu le 23 janvier 2022.